# Роми на Закарпатті
Цигани (роми) на Закарпатті — п'ятий за чисельністю народ Закарпатської області. За даними перепису населення 2001 року їх налічувалося 14 тис. (1,1% населення області), що становило майже 30% циганського населення України. За неофіційними оцінками закарпатських експертів їх кількість на Закарпатті може сягати 40-50 тис. (3,2 — 4,0% населення). Основним місцем проживання закарпатських циган є рівнинні райони області (Берегівський, Мукачівський, Ужгородський).

## Динаміка чисельності
Згідно з даними перепису 2001 р. на території Закарпатської області мешкало 14 тис. циган за національністю. Проте реальна їх чисельність є вищою, оскільки значна частина циган вказує українську або угорську національність.
Так, соціально-демографічне обстеження умов життєдіяльності ромів Закарпаття, проведене на початку 1990-х років, виявило їх фактичну чисельність у понад 20 тис. осіб, або 1,6% населення області, що майже на 8 тис. більше ніж за даними перепису 1989 р. За даними подворових медичних обходів, чисельність циганського населення Закарпаття на початку 2012 року оцінювалася у 39 270 осіб, або 3,1% населення області.
Динаміка чисельності циганського населення Закарпатської області за даними переписів:
- 1959 — 4 970 — 0,54%
- 1970 — 5 902 — 0,56%
- 1989 — 12 131 — 0,97%
- 2001 — 14 004 — 1,12%

## Розселення

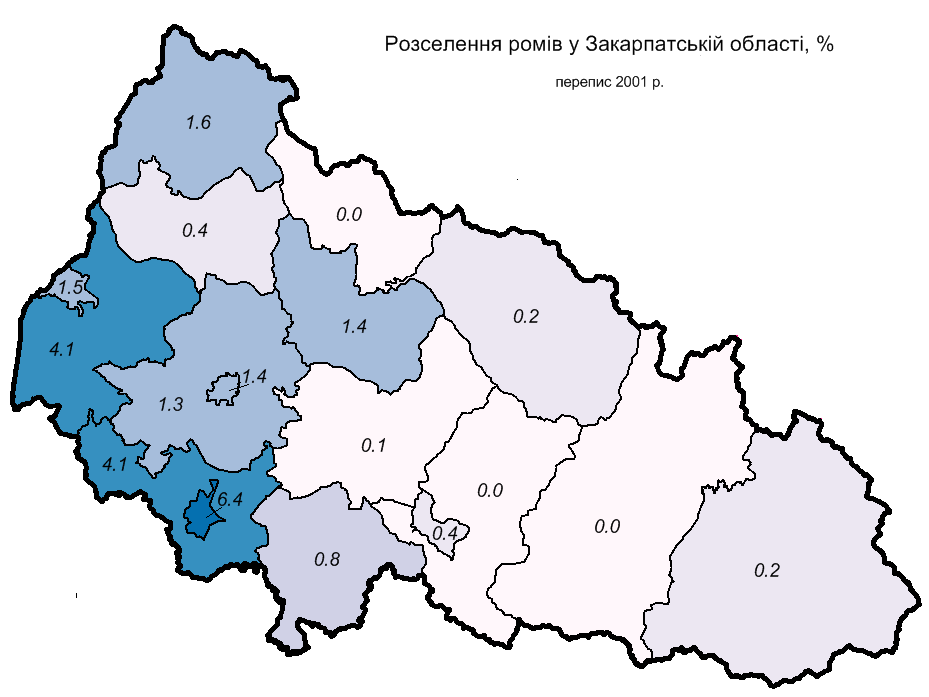
Частка циган (ромів) у населення районів і міст Закарпатської області за переписом 2001 р.

За даними перепису 2001 року, з 14004 циган області, понад 79% проживали у містах і районах Ужгородському, Берегівському та Мукачівському. Зокрема у м. Ужгород і районі — 4727 (33,8% загальної чисельності в області), у м. Берегове і районі — 3906 (27,9%), у м. Мукачево та районі — 2444 (17,5%).
За даними перепису 1989 р. у містах та селищах проживали 7 551 з 12 131 циган Закарпатської області, або 62,2%. За 1989-2001 рр. чисельність міських циган в області зменшилася на 5,3%, тоді як кількість сільських збільшилася на 49,7%. у 2001 р. у містах мешкали 7149 з 14004 циган області (51,0%), найбільше — в Ужгороді (1705), Берегові (1695) та Мукачево (1130).
Розселення циган у районах та містах Закарпатської області за переписом 2001 рр:
|                           | чисельність циган | частка у населенні, % |
| ------------------------- | ----------------- | --------------------- |
| Берегове                  | 1 695             | 6,4                   |
| Хуст                      | 122               | 0,4                   |
| Мукачево                  | 1 130             | 1,4                   |
| Ужгород                   | 1 705             | 1,5                   |
| Берегівський район        | 2 211             | 4,1                   |
| Хустський район           | 1                 | 0,0                   |
| Іршавський район          | 167               | 0,1                   |
| Мукачівський район        | 1 314             | 1,3                   |
| Великоберезнянський район | 452               | 1,6                   |
| Виноградівський район     | 920               | 0,8                   |
| Міжгірський район         | 118               | 0,2                   |
| Перечинський район        | 138               | 0,4                   |
| Рахівський район          | 163               | 0,2                   |
| Свалявський район         | 800               | 1,4                   |
| Тячівський район          | 45                | 0,0                   |
| Ужгородський район        | 3 022             | 4,1                   |
| Воловецький район         | 1                 | 0,0                   |
| Закарпатська область      | 14 004            | 1,1                   |

## Домогосподарства
За даними перепису 2001 року, у Закарпатській області налічувалося 2327 мононаціональних циганських домогосподарств з 12390 особами (88,5% циганського населення Закарпаття). Середній розмір циганського домогосподарства становив 5,6 осіб (середнє по регіону — 3,9 осіб), що є найвищим показником серед всіх найбільших національностей не тільки Закарпатської області, але й всієї України.
Динаміка чисельності мононаціональних циганських домогосподарств Закарпатської області за даними переписів:
| рік  | чисельність | середня величина |
| ---- | ----------- | ---------------- |
| 1979 | 1 041       | 4,6              |
| 1989 | 1 961       | 5,2              |
| 2001 | 2 181       | 5,6              |

|                                  | всього індивідуальних домогосподарств | в них членів | середній розмір, осіб        | середній розмір, осіб |
| без врахування д-ств з 1 особи   | всього індивідуальних домогосподарств | в них членів | з врахуваннямд-ств з 1 особи |                       |
| мононаціональні домогосподарства | 329 742                               | 1 104 312    | 3,9                          | 3,3                   |
| українці                         | 274 536                               | 927 433      | 3,9                          | 3,4                   |
| угорці                           | 37 762                                | 120 934      | 3,7                          | 3,2                   |
| румуни                           | 7 745                                 | 29 393       | 4,1                          | 3,8                   |
| росіяни                          | 5 510                                 | 10 733       | 2,7                          | 1,9                   |
| цигани                           | 2 327                                 | 12 390       | 5,6                          | 5,3                   |
| словаки                          | 705                                   | 1 260        | 2,8                          | 1,8                   |
| німці                            | 427                                   | 908          | 3,2                          | 2,1                   |
| білоруси                         | 188                                   | 298          | 2,9                          | 1,6                   |
| всі домогосподарства             | 366 870                               | 1 246 104    | 3,9                          | 3,4                   |

## Мова

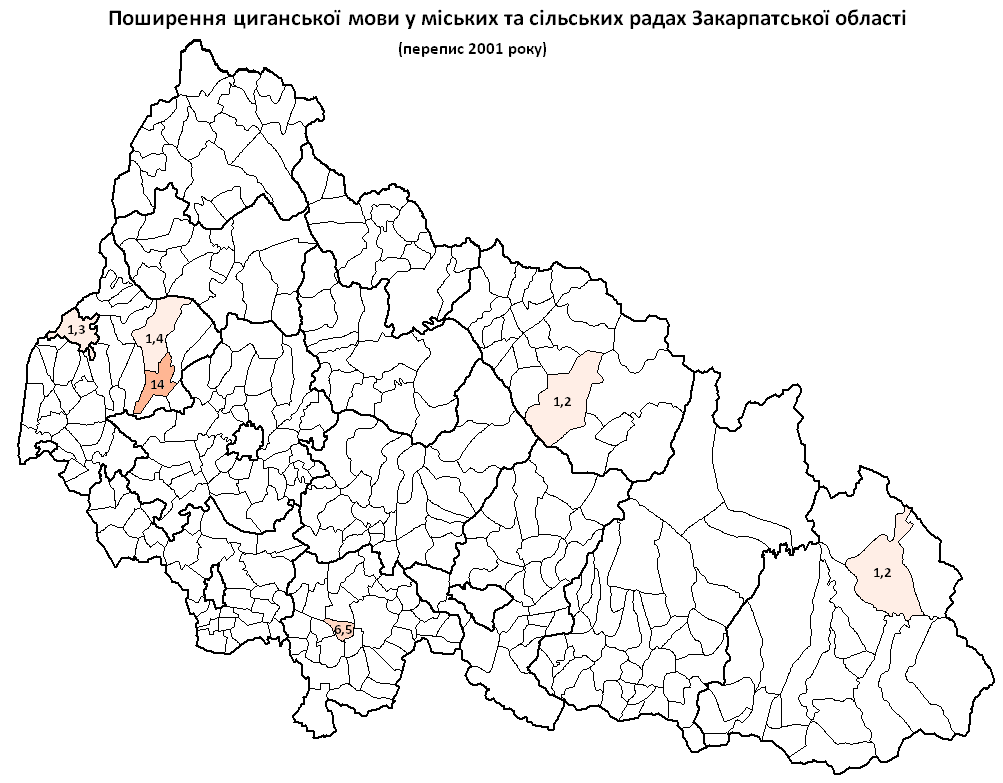
Рідна мова циганська у міських, селищних та сільських радах Закарпатської області за переписом 2001 р.

Закарпаття є єдиним регіоном України, де циганська мова є рідною для незначної частки циганського населення (20,5%). Рідною мовою більшості циган Закарпаття є угорська, яку назвали рідною майже 2/3 ромів області. Майже виключно угорськомовними є цигани Берегівського та Мукачівського районів, а також міст Берегове та Мукачево. Циганськомовні цигани переважають в Ужгороді, Хусті та частині населених пунктів Ужгородського та Виноградівського районів (напр., Середньому, Підвиноградові). Повністю україномовними є цигани Великоберезнянського та деяких інших гірських районів області. У Перечинському районі у населених пунктах Порошково та Тур'ї Ремети проживають волохи, етнічна група змішаного румунського і циганського походження, які розмовляють діалектом румунської мови.
Рідна мова циган Закарпаття за даними переписів населення, %
|            | 1970 | 1989 | 2001 |
| ---------- | ---- | ---- | ---- |
| угорська   | 73,4 | 65,7 | 62,3 |
| циганська  | 21,6 | 20,5 | 20,5 |
| українська | 4,3  | 12,3 | 16,7 |
| російська  | 0,6  | 1,0  | 0,2  |

Рідна мова циган Закарпаття за переписом 2001 р., %
|                           | чисельність циган | українська | угорська | російська | циганська та інші |
| ------------------------- | ----------------- | ---------- | -------- | --------- | ----------------- |
| Берегове                  | 1695              | 0,2        | 99,2     | 0,1       | 0,5               |
| Хуст                      | 122               | 9,0        |          |           | 91,0              |
| Мукачево                  | 1130              | 9,2        | 87,3     |           | 3,6               |
| Ужгород                   | 1705              | 8,6        | 5,2      | 0,6       | 86,6              |
| Берегівський район        | 2211              | 0,7        | 98,1     | 0,5       | 0,6               |
| Хустський район           | 1                 | 100,0      |          |           |                   |
| Іршавський район          | 167               | 92,8       |          |           | 7,2               |
| Мукачівський район        | 1314              | 2,2        | 92,6     | 0,1       | 5,1               |
| Великоберезнянський район | 452               | 99,6       |          |           | 0,4               |
| Виноградівський район     | 920               | 51,4       | 15,0     |           | 33,6              |
| Міжгірський район         | 118               |            |          |           | 100,0             |
| Перечинський район        | 138               | 65,9       |          |           | 34,1              |
| Рахівський район          | 163               | 1,8        |          |           | 99,2              |
| Свалявський район         | 800               | 95,9       | 4,1      |           |                   |
| Тячівський район          | 45                | 77,8       |          |           | 22,2              |
| Ужгородський район        | 3022              | 1,6        | 80,2     | 0,1       | 18,1              |
| Воловецький район         | 1                 | 100,0      |          |           |                   |
| Закарпатська область      | 14004             | 16,7       | 62,3     | 0,2       | 20,5              |

|               |  |                |  |                 |  |
| Угорська мова |  | Циганська мова |  | Українська мова |  |

## Освіта
Циганське населення Закарпатської області характеризується дуже низьким рівнем освіти. Значна частина їх є неграмотною та не має жодної освіти. За даними перепису 2001 р. серед закарпатських ромів вищу освіту мали 0,02% населення, середньо спеціальну 0,2%, середню 3,8%, неповну середню 17,1%. Лише початкову освіту мали 49,3% циган Закарпаття, а понад 25% не мали жодної освіти.